# فرودگاه تک‌بانده ثار جاث
فرودگاه تک‌بانده ثار جاث (به انگلیسی: Thar Jath Airstrip) یک فرودگاه همگانی، غیرنظامی است که یک باند فرود سنگفرش دارد و طول باند آن 2,000 (est.) متر است. این فرودگاه در کشور سودان جنوبی قرار دارد و در ارتفاع unknown متری از سطح دریا واقع شده است.